# Abramo (árabe)
Abramo (em latim: Abramus; em grego: Αβραμος; romaniz.: Abramos; m. após 570) também conhecido como Abraa, Abrea , Abraa Axeram ou Abraha Axram (em árabe: أبرهة الأشرم; romaniz.: Abraha ax-Axram) foi um vigário do Império de Axum no sul da Arábia, que então se declarou rei independente de Himiar. Governou grande parte do atual Iêmem e Hejaz de 531/547 até 555/570; para S. C. Munro-Hay, ao menos de 525 a 553. Atacou Meca em 570, o "Ano do Elefante", assim designado porque este animal foi usado no ataque. Segundo o Corão, a expedição foi "bombardeada por um exército de pássaros enviados por Deus"